# Verbandsliga Brandenburg 2003/04
Die Verbandsliga Brandenburg 2003/04 war die 14. Spielzeit und die zehnte als fünfthöchste Spielklasse im Fußball der Männer. 
Der Ludwigsfelder FC wurde in dieser Saison zum ersten Mal Landesmeister in Brandenburg und stieg damit in die Fußball-Oberliga Nordost auf. Der SV Germania 90 Schöneiche errang, mit 12 Punkten Rückstand, die Vizemeisterschaft. 
Die SG Eintracht Oranienburg meldete Insolvenz an und wurde in der Winterpause aufgelöst. Alle betroffenen Resultate wurden annulliert.
Als Absteiger standen nach dem 28. Spieltag der TSV 1878 Schlieben und der MSV Hanse Frankfurt fest und mussten in die Landesliga absteigen.

## Teilnehmer
An der Spielzeit 2003/04 nahmen insgesamt 16 Vereine teil.
| ▼Absteiger aus der Oberliga Nordost 2002/03 |
| ------------------------------------------- |
| SG Eintracht Oranienburg Fn. 1              |

| Mannschaften aus der Verbandsliga Brandenburg 2002/03 | Mannschaften aus der Verbandsliga Brandenburg 2002/03 | Mannschaften aus der Verbandsliga Brandenburg 2002/03 |
| ----------------------------------------------------- | ----------------------------------------------------- | ----------------------------------------------------- |
| FSV 63 Luckenwalde                                    | Breesener SV Guben Nord                               | FC Stahl Brandenburg                                  |
| SV Germania 90 Schöneiche                             | FSV Union Fürstenwalde                                | SV Schwarz-Rot Neustadt (Dosse)                       |
| Ludwigsfelder FC                                      | SV Falkensee-Finkenkrug                               | SV Altlüdersdorf                                      |
| SV Babelsberg 03 II                                   | MSV Hanse Frankfurt                                   | FC 98 Hennigsdorf                                     |
| SC Oberhavel Velten                                   |                                                       |                                                       |

| ▲Aufsteiger aus der Landesliga 2002/03 | ▲Aufsteiger aus der Landesliga 2002/03 |
| -------------------------------------- | -------------------------------------- |
| FC Schwedt 02                          | TSV 1878 Schlieben                     |

## Abschlusstabelle
| Pl. | Verein                          | Sp. | S  | U | N  | Tore    | Diff. | Punkte |
| --- | ------------------------------- | --- | -- | - | -- | ------- | ----- | ------ |
| 1.  | Ludwigsfelder FC                | 28  | 23 | 3 | 2  | 091:290 | +62   | 72     |
| 2.  | SV Germania 90 Schöneiche       | 28  | 17 | 9 | 2  | 084:250 | +59   | 60     |
| 3.  | SV Altlüdersdorf                | 28  | 18 | 4 | 6  | 078:270 | +51   | 58     |
| 4.  | SV Falkensee-Finkenkrug         | 28  | 17 | 6 | 5  | 082:340 | +48   | 57     |
| 5.  | SV Schwarz-Rot Neustadt (Dosse) | 28  | 13 | 7 | 8  | 059:390 | +20   | 46     |
| 6.  | FC Schwedt 02 (N)               | 28  | 12 | 6 | 10 | 057:360 | +21   | 42     |
| 7.  | Breesener SV Guben Nord         | 28  | 11 | 4 | 13 | 045:530 | −8    | 37     |
| 8.  | FSV 63 Luckenwalde              | 28  | 10 | 5 | 13 | 043:660 | −23   | 35     |
| 9.  | SC Oberhavel Velten             | 28  | 9  | 7 | 12 | 044:450 | −1    | 34     |
| 10. | FC 98 Hennigsdorf               | 28  | 8  | 6 | 14 | 034:610 | −27   | 30     |
| 11. | SV Babelsberg 03 II             | 28  | 9  | 2 | 17 | 041:740 | −33   | 29     |
| 12. | FSV Union Fürstenwalde          | 28  | 8  | 3 | 17 | 041:570 | −16   | 27     |
| 13. | FC Stahl Brandenburg            | 28  | 6  | 8 | 14 | 033:710 | −38   | 26     |
| 14. | TSV 1878 Schlieben (N)          | 28  | 5  | 4 | 19 | 035:780 | −43   | 19     |
| 15. | MSV Hanse Frankfurt             | 28  | 4  | 6 | 18 | 037:100 | −63   | 18     |
| 16. | SG Eintracht Oranienburg (A)    | 0   | 0  | 0 | 0  | 000:000 | ±0    | 0      |

| (A) | Absteiger aus der Oberliga Nordost 2002/03 |
| (N) | Aufsteiger aus der Landesliga 2002/03      |

## Kreuztabelle
Die Kreuztabelle stellt die Ergebnisse aller Spiele dieser Saison dar. Die Heimmannschaft ist in der linken Spalte, die Gastmannschaft in der oberen Zeile aufgelistet.
| 2003/04                         | Ludwigsfelder FC | SV Germania 90 Schöneiche | SV Altlüdersdorf | SV Falkensee-Finkenkrug | SV Schwarz-Rot Neustadt (Dosse) | FC Schwedt 02 | Breesener SV Guben Nord | FSV 63 Luckenwalde | SC Oberhavel Velten | FC 98 Hennigsdorf | SV Babelsberg 03 II | FSV Union Fürstenwalde | FC Stahl Brandenburg | TSV 1878 Schlieben | MSV Hanse Frankfurt |
| ------------------------------- | ---------------- | ------------------------- | ---------------- | ----------------------- | ------------------------------- | ------------- | ----------------------- | ------------------ | ------------------- | ----------------- | ------------------- | ---------------------- | -------------------- | ------------------ | ------------------- |
| Ludwigsfelder FC                |                  | 1:1                       | 4:1              | 4:1                     | 2:2                             | 1:0           | 4:2                     | 4:0                | 5:2                 | 6:0               | 3:0                 | 2:1                    | 4:0                  | 6:1                | 1:0                 |
| SV Germania 90 Schöneiche       | 4:0              |                           | 2:2              | 2:2                     | 2:1                             | 1:1           | 3:0                     | 4:0                | 2:2                 | 1:1               | 6:0                 | 3:1                    | 6:1                  | 7:0                | 5:0                 |
| SV Altlüdersdorf                | 1:4              | 1:0                       |                  | 2:2                     | 2:2                             | 5:2           | 8:0                     | 8:2                | 2:0                 | 2:0               | 9:1                 | 1:0                    | 7:0                  | 0:3                | 7:0                 |
| SV Falkensee-Finkenkrug         | 2:4              | 0:0                       | 0:2              |                         | 0:0                             | 2:1           | 3:1                     | 5:1                | 2:0                 | 3:2               | 4:0                 | 4:1                    | 4:0                  | 1:1                | 9:0                 |
| SV Schwarz-Rot Neustadt (Dosse) | 2:1              | 1:4                       | 5:1              | 2:1                     |                                 | 1:4           | 4:0                     | 2:2                | 0:0                 | 2:0               | 2:1                 | 5:0                    | 5:0                  | 3:1                | 6:2                 |
| FC Schwedt 02                   | 1:3              | 1:2                       | 0:1              | 0:1                     | 2:2                             |               | 2:1                     | 0:1                | 1:1                 | 5:1               | 2:0                 | 3:1                    | 0:0                  | 1:0                | 4:1                 |
| Breesener SV Guben Nord         | 0:5              | 1:1                       | 3:1              | 4:1                     | 1:0                             | 2:1           |                         | 1:1                | 2:1                 | 1:1               | 4:0                 | 1:2                    | 0:1                  | 2:3                | 2:0                 |
| FSV 63 Luckenwalde              | 1:6              | 3:2                       | 1:0              | 1:3                     | 0:3                             | 2:1           | 2:0                     |                    | 1:6                 | 4:1               | 2:2                 | 2:0                    | 3:3                  | 1:3                | 3:0                 |
| SC Oberhavel Velten             | 2:4              | 0:0                       | 1:1              | 0:5                     | 1:3                             | 0:0           | 0:1                     | 2:3                |                     | 1:1               | 2:1                 | 3:0                    | 4:1                  | 2:0                | 6:1                 |
| FC 98 Hennigsdorf               | 1:5              | 1:5                       | 0:3              | 1:6                     | 3:1                             | 1:3           | 2:1                     | 2:0                | 0:1                 |                   | 1:0                 | 0:3                    | 3:0                  | 2:0                | 1:1                 |
| SV Babelsberg 03 II             | 0:3              | 2:3                       | 2:0              | 0:4                     | 4:0                             | 1:2           | 0:5                     | 1:0                | 2:1                 | 2:2               |                     | 3:2                    | 2:1                  | 5:1                | 5:2                 |
| FSV Union Fürstenwalde          | 0:1              | 0:2                       | 2:3              | 2:4                     | 2:1                             | 0:2           | 1:1                     | 1:2                | 1:3                 | 1:3               | 2:0                 |                        | 3:2                  | 5:1                | 6:2                 |
| FC Stahl Brandenburg            | 2:4              | 1:5                       | 0:1              | 0:6                     | 3:2                             | 1:1           | 3:0                     | 2:2                | 1:3                 | 0:0               | 3:1                 | 1:1                    |                      | 3:1                | 2:2                 |
| TSV 1878 Schlieben              | 1:1              | 1:2                       | 0:3              | 1:5                     | 0:2                             | 2:8           | 1:3                     | 1:3                | 4:0                 | 1:4               | 2:5                 | 0:0                    | 0:1                  |                    | 4:1                 |
| MSV Hanse Frankfurt             | 1:3              | 1:9                       | 0:2              | 2:2                     | 0:0                             | 2:9           | 2:6                     | 2:1                | 1:0                 | 3:0               | 6:1                 | 2:3                    | 1:1                  | 2:2                |                     |

## Statistiken

### Torschützenliste
| Pl. | Spieler           | Mannschaft                      | Tore |
| --- | ----------------- | ------------------------------- | ---- |
| 1.  | Georg Froese      | Ludwigsfelder FC                | 31   |
| 2.  | Enrico Hinzer     | SV Schwarz-Rot Neustadt (Dosse) | 25   |
| 3.  | Andreas Fricke    | Ludwigsfelder FC                | 25   |
| 4.  | Torsten John      | TSV 1878 Schlieben              | 21   |
| 5.  | Andreas Schiemann | SV Falkensee-Finkenkrug         | 18   |

### Zuschauertabelle
| Pl.    | Verein | Verein                          | Spiele | Zuschauer | ø pro Spiel |
| ------ | ------ | ------------------------------- | ------ | --------- | ----------- |
| 01.    |        | TSV 1878 Schlieben              | 14     | 5.705     | 408         |
| 02.    |        | FSV 63 Luckenwalde              | 14     | 3.670     | 262         |
| 03.    |        | SV Falkensee-Finkenkrug         | 14     | 3.435     | 245         |
| 04.    |        | SV Germania 90 Schöneiche       | 14     | 3.235     | 231         |
| 05.    |        | Ludwigsfelder FC                | 14     | 3.192     | 228         |
| 06.    |        | Breesener SV Guben Nord         | 14     | 2.960     | 211         |
| 07.    |        | FC Stahl Brandenburg            | 14     | 2.776     | 198         |
| 08.    |        | SV Altlüdersdorf                | 14     | 2.485     | 178         |
| 09.    |        | FC Schwedt 02                   | 14     | 2.410     | 172         |
| 10.    |        | FC 98 Hennigsdorf               | 14     | 2.391     | 171         |
| 11.    |        | SV Schwarz-Rot Neustadt (Dosse) | 14     | 2.010     | 144         |
| 12.    |        | SC Oberhavel Velten             | 14     | 1.738     | 124         |
| 13.    |        | FSV Union Fürstenwalde          | 14     | 1.540     | 110         |
| 14.    |        | MSV Hanse Frankfurt             | 14     | 1.480     | 106         |
| 15.    |        | SV Babelsberg 03 II             | 14     | 1.002     | 72          |
| Gesamt | Gesamt | Gesamt                          | Gesamt | 40.029    | 191         |